# PubMed
PubMed je prostodostopen iskalnik, ki dostopa predvsem do podatkovne zbirke referenc in povzetkov MEDLINE o znanostih o življenju in biomedicinskih temah. United States National Library of Medicine (NLM) pri Nacionalnem inštitutu za zdravje vzdržuje bazo podatkov kot del sistema Entrez sistema za pridobivanje informacij. 
Od leta 1971 do 1997 je spletni dostop do baze podatkov MEDLINE potekal predvsem prek institucij, kot so univerzitetne knjižnice. Sistem PubMed je javnosti na voljo brezplačno od junija 1997. 

### PubMed identifikator
PMID (PubMed identifikator ali PubMed unikatni identifikator) je enolična celoštevilska vrednost, ki se začne z 1, in je dodeljena vsakemu PubMed zapisu. PMID ni isto kot PMCID (PubMedCentral identifikator), ki je identifikator za vsa dela, ki do objavljena v prostodostopnem PubMed Central.
Dodelitev PMID ali PMCID publikaciji bralcu ne pove ničesar o vrsti ali kakovosti vsebine. PMIDi so dodeljeni pismom uredniku, uredniškim mnenjem, -op ed kolumnam  in vsem delom, ki jih urednik izbere za vključitev v časopi, kot tudi recenziranih člankov. Obstoj identifikacijske številke tudi ni dokaz, da prispevki niso bili umaknjeni zaradi prevare, nesposobnosti ali kršitev. Obvestilu o morebitnih popravkih izvirnih prispevkov se lahko dodeli PMID.